# Willibrordus S. Rendra

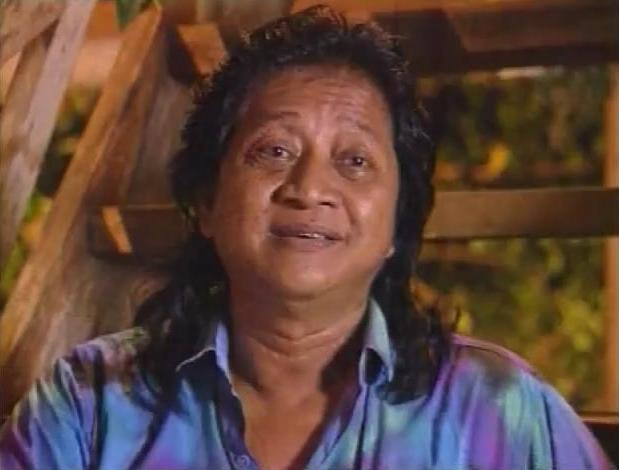
Willibrordus S. Rendra in den 1990er Jahren

Willibrordus Surendra Broto Rendra (* 7. November 1935 in Solo; † 6. August 2009 in Depok), weithin bekannt als WS Rendra, war ein indonesischer Dramatiker, Dichter, Performer, Schauspieler und Regisseur.

## Leben
WS Rendra wurde 1935 in Solo auf Java geboren. Sein Vater war ein katholischer Englischlehrer, seine Mutter eine Palasttänzerin vom Sultanshof von Solo. Nach der Marsudirini Grundschule der Kanisius Stiftung absolvierte Rendra die Senior High School in Solo bis 1955, danach studierte er englische Literatur und Kultur an der Gajah Mada Universität in Yogyakarta (Zentraljava), die er aber nie abschloss, da ihn seine ersten Theaterprojekte bereits zu sehr beschäftigten. 1963 inszenierte er erstmals ein Theaterstück („Dead Voices“). Seitdem faszinierte er als Schauspieler das Publikum mit seinem an traditionellen religiösen Ritualen ebenso wie an westlich-avantgardistischen Experimenten geschulten performativen Stil und durch seinen kraftvollen suggestiven Ausdruck. Deswegen erhielt er von Presse und Anhängern den Spitznamen Burung Merak (Der Pfau).
Durch sein „Minimal Word Theatre“ oder mit dem „Yoyga Theatre Workshop“ erregte er in den sechziger Jahren in Indonesien erstes Aufsehen als Regisseur. In den siebziger und achtziger Jahre wurde er zu einer der wichtigsten kritischen Stimmen der Vielvölkerkultur im größten Inselstaat der Welt (2009 ca. 240 Millionen Einwohner): Seine an Shakespeare, Brecht und den alten Griechen orientierten gesellschaftskritischen Stücke („Der Kampf des Nagastamms“, „Der Sekretär der Gouverneurs“, „Mastodon“, „Sekda“ und „Kondor“ u. a. m.) waren Auseinandersetzungen mit den gesellschaftlichen Auswirkungen des politischen Systems von Diktator Suharto und wurden trotz – oder gerade wegen – ihrer großen Popularität zeitweise verboten; später übersetzte Rendra auch Werke der Weltliteratur (u. a. Aristophanes, Sophokles und Brecht) erstmals ins Indonesische und inszenierte sie; so festigte er seine Rolle als Pionier und führender Geist der indonesischen Gegenwartsliteratur. Nach einem Studienaufenthalt an der New Yorker American Academy of Dramatic Arts gründete Rendra 1967 das Bengkel Theater, um seine westlichen Erfahrungen mit den traditionellen indonesischen Theaterformen zu etwas Eigenem verschmelzen. Seine neuartigen Inszenierungen wurden damals geistige Provokationen, deren enormer künstlerischer Einfluss auf die vielfältige indonesische Kunst bis heute anhält. Von Suhartos Geheimpolizei verhaftet, verbrachte der Dichter schließlich neun Monate im legendären Gefängnis Guntur auf der Insel Buru, danach erhielt er Auftrittsverbot, auch für sein experimentelles Bengkel Theater.
Ab den Siebzigern wurde Rendra deshalb zunehmend als Lyriker bedeutend, seine Performances und Dichterlesungen wurden zu Massenereignissen, die die traditionsreiche indonesische Poesie revolutionierten und auch international Aufsehen zu erregen begannen. 1977 löste während einer überfüllten Veranstaltung im Kulturzentrum der Hauptstadt Jakarta, bei der auch Vizepräsident und Gouverneur anwesend waren, ein Attentat durch einen Polizeispitzel (mittels einer Ammoniakbombe) eine Massenpanik aus. Dennoch machte ihn seine neuartige Lyrik zu einem weltbekannten Dichter. Rendra lebte während der Suharto-Ära lange Zeit in einem Armenviertel Jakartas, wo ihn Künstler aus aller Welt (darunter Günter Grass) besuchten. Als einziger indonesischer Lyriker überhaupt (neben dem Prosaautor Pramoedya Ananta Toer) stand Rendra mehrfach auf der Kandidatenliste für den Literaturnobelpreis. Internationale Publikationen seiner Texte sowie zahlreiche Auftritte bei Literaturfestivals in der ganzen Welt festigten seinen Ruhm und machten seine Dichtung zu einem der seltenen bedeutenden Beiträge Indonesiens zur Weltliteratur des 20. Jahrhunderts.
Nach dem Sturz der Suharto-Diktatur 1998 und dem Beginn der Demokratisierung wurde WS Rendra zu einer prägenden Figur der aufblühenden modernen indonesischen Literatur und des Theaters. Als Patron eine geistig offenen, freien und sozial engagierten indonesischen Kunst wurde er zum Anreger zahlreicher literarischer und kultureller Projekte. 2003 war Rendra schließlich auch Gastgeber des ersten internationalen Poesiefestivals Indonesiens (in Makassar, Solo, Bandung und Jakarta). Bis zu seinem Tode arbeitete er kontinuierlich an Büchern, Literaturprojekten und Inszenierungen sowie gelegentlich als Filmschauspieler. Obwohl als Katholik aufgewachsen und erzogen, wandelten sich seine religiösen Interessen über den javanischen Animismus hin zum liberalen Tropen-Islam Indonesiens. Nur wenigen ist bekannt, dass er seinen Namen 1970 zu Wahyu Sulaiman Rendra änderte und gemäß den islamischen Sitten Javas auch dreimal heiratete; er hinterlässt elf Kinder von drei Ehefrauen.
Sein späteres Domizil in Depok südlich von Jakarta auf einer Farm war bis zuletzt auch Sitz des Bengkel Theaters, wo Rendra mit seinen Schauspielern und Künstlern zusammen lebte, arbeitete und zudem ökologisch und sozial orientierte Landwirtschaft betrieb. Viele der Künstler, die hier ihr literarisches oder schauspielerisches Handwerk erlernten, arbeiten heute für berühmte Ensembles in aller Welt. Nach seinem siebzigsten Geburtstag zunehmend durch eine Herzkrankheit beeinträchtigt, starb Rendra, der sich immer auch als spirituellen Führer und politischen Aktivisten für geistige Toleranz und soziale Gerechtigkeit verstand, im August 2009 in einem Krankenhaus in Depok an Herzversagen. Indonesische wie internationale Experten bezeichnen ihn als den wichtigsten Dichter und Theatererneuerer des modernen Indonesien.

## Auszeichnungen
- 1954: Erster Preis der Sayembara Writing Arts Drama Section der Fakultät für Erziehung und Kultur, Gajah Mada Universität Yogyakarta
- 1956: Nationaler Literaturpreis BMKN
- 1970: Kunstpreis der indonesischen Regierung
- 1975: Preise der Academy Jakarta
- 1976: Haupt-Buchpreis des Ministeriums für Erziehung und Kultur
- 1989: Adam Malik Award
- 1996: The SEA Writers Award
- 2006: Achmad Bakri Award

## Werke auf Deutsch
- Weltliche Gesänge und Pamphlete. Horlemann 1991, ISBN 3-927905-34-8.

### In Anthologien
- Gebt mir Indonesien zurück. Gedichte. Horlemann 1994
- Jakarta Berlin. Gedichte. Horlemann 2002